# Sausset-les-Pins
Sausset-les-Pins is een gemeente in het Franse departement Bouches-du-Rhône (regio Provence-Alpes-Côte d'Azur). De plaats maakt deel uit van het arrondissement Istres. Sausset-les-Pins telde op 1 januari 2022 7.556 inwoners.

## Geografie
De oppervlakte van Sausset-les-Pins bedroeg op 1 januari 2022 12,1 vierkante kilometer; de bevolkingsdichtheid was toen 624,5 inwoners per km². 
De onderstaande kaart toont de ligging van Sausset-les-Pins met de belangrijkste infrastructuur en aangrenzende gemeenten.

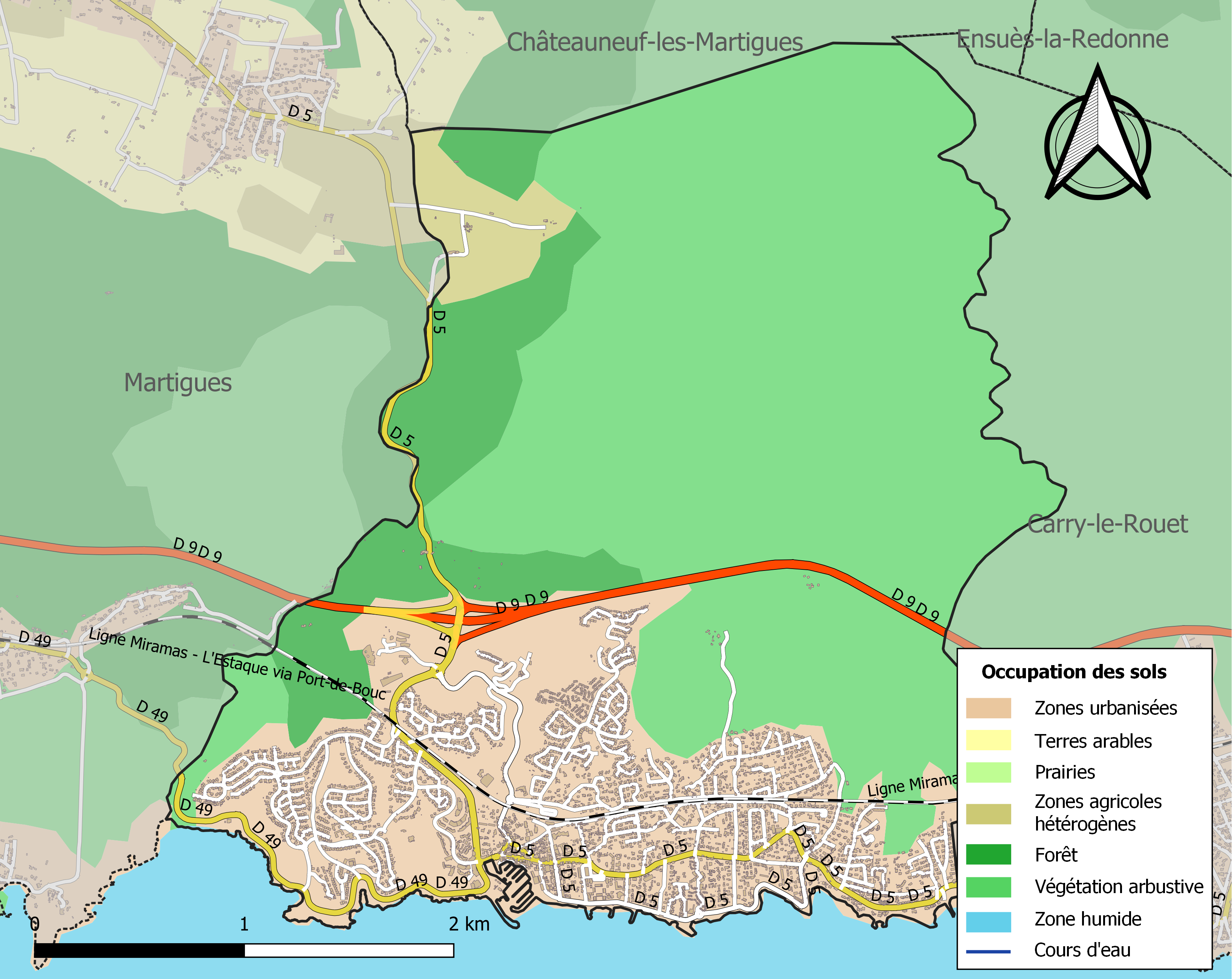

## Verkeer en vervoer
In de gemeente ligt spoorwegstation Sausset-les-Pins.

## Demografie
Onderstaande figuur toont het verloop van het inwonertal (bron: INSEE-tellingen).
Vanwege een beveiligingsprobleem met de MediaWiki Graph-software is het momenteel niet mogelijk deze grafiek weer te geven. Zodra de software is bijgewerkt zal de grafiek vanzelf weer zichtbaar worden.

## Afbeeldingen

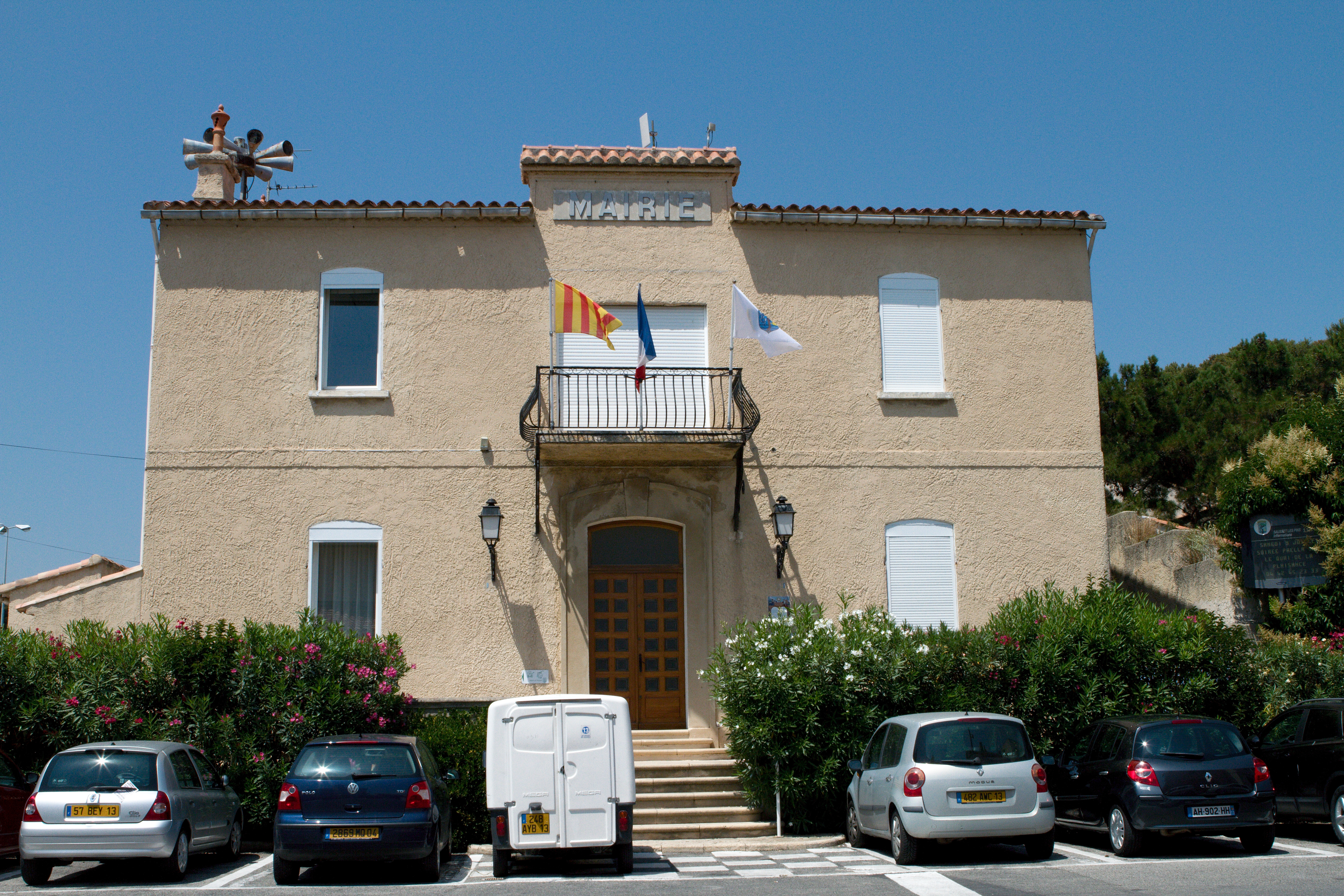
Gemeentehuis
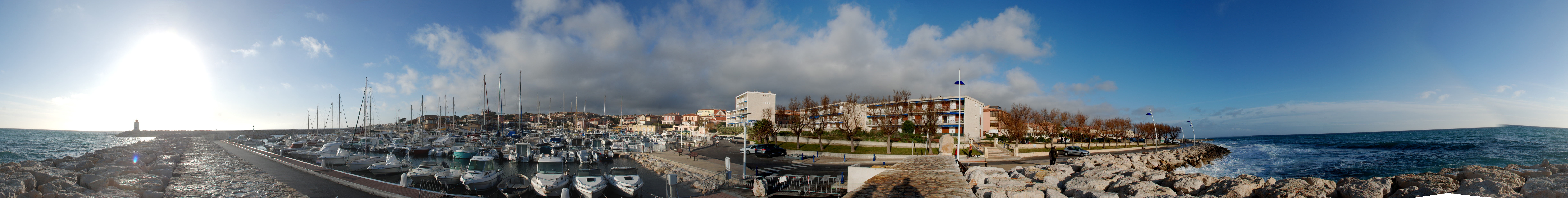
Gezicht op Sausset-les-Pins

## Stedenband
- Lariano, Italië